# 無題 (RYTHEMの曲)
「無題」（むだい）は、日本の音楽デュオ・RYTHEMの2作目の配信限定シングル。

## 概要
- 前作「ツナイデテ」から約8ヶ月ぶり、配信限定としては「Bitter & Sweet」から約2年8ヶ月ぶりのシングル。

## 配信曲
1. 無題 [4:17]
作詞・作曲・編曲：新津由衣
2004年に制作され、2006年からライブでのみ披露されていた未発表曲で、ファンからの要望に応え、同日恵比寿LIQUIDROOMで開催されたデビュー7周年記念ライブ『ライブでセブン♪〜7周年だよ! 全員集合!〜』に合わせて配信限定で発売されたミディアム・バラード。当初はYUIによるピアノ弾き語りの楽曲だったが、配信に至りリアレンジされた。タイトルの意味はライブのMCで「名前の無い曲」と紹介されており、ファンから「タイトルが無い曲」として認知されていたため[1]。

## 参加ミュージシャン
RYTHEM
- YUI：Vocal & Keyboards
- YUKA：Vocal

Additional Musician
- 成田真樹：Programming

## 収録アルバム
- リズム